# Gregor Beugnot
Pour les articles homonymes, voir Beugnot.
Gregor Beugnot, né le 7 octobre 1957 à Cliron, est un joueur et entraîneur de basket-ball français, qui évoluait au poste de meneur.
International français, tout comme son père Jean-Paul Beugnot et son frère Éric, avec lequel il joue avec le Mans, le CSP Limoges et sous le maillot français, il remporte quatre titres de champion de France et un titre européen, la Coupe des Coupes en 1988 avec Limoges.
Devenu entraîneur, il remporte cinq Coupes de France et un titre de champion de France, ce dernier étant obtenu en 2012 avec Chalon-sur-Saône après cinq échecs en finale. Il dispute également une finale européenne, EuroChallenge 2012.
Il est l'un des entraîneurs français les plus distingués avec quatre titres de meilleur entraîneur de l'année.

## Biographie

### Entraîneur

#### PSG
Il prend la succession de George Fisher au poste d'entraîneur du PSG Racing après vingt-et-une journée lors de la saison 1989-1990, saison où le club termine à la dixième place du championnat, tout comme lors de la saison suivante. Il est ensuite remplacé par Roland Degroise, son ancien assistant, lors de la saison 1991-1992.

#### ASVEL
En 1992, Marc Lefebvre, un ancien kinésithérapeute du club, sauve le club de l'ASVEL Lyon-Villeurbanne de la liquidation judiciaire. Bien que ce dernier ne soit au départ pas convaincu, il rencontre Gregor Beugnot, qui lui a été recommandé, puis finalement accepte de le désigner entraîneur.
Après une première saison difficile, dixième de la phase régulière, élimination en seizième de finale des playoffs par un club de Nationale A2, ALM Évreux Basket, Gregor Beugnot prend un risque pour la saison suivante en proposant un contrat de deux ans à un joueur de 31 ans et qui doit de surcroit se faire peigner un genou : Delaney Rudd. Celui-ci, également courtisé par Antibes ou Trévise rejoint finalement l'ASVEL. Septième de la phase régulière, l'ASVEL échoue en quart de finale face à Antibes.
L'ASVEL obtient les mêmes résultats la saison suivante, avec une septième place de la phase régulière et une élimination en quart de finale face au CSP Limoges.
En 1995, Greg Beugnot est rejoint au sein de l'ASVEL par son frère Eric qui s'est vu offrir le poste de manager général par Marc Lefebvre.
Après de nombreuses années sans résultats notables, l'ASVEL retrouve les premières places du classement en France lors de cette saison 1995-1996 : troisième de la phase régulière, puis qualification pour la finale du championnat après des victoires sur Levallois et Limoges en playoffs. Opposés à Pau-Orthez, les joueurs de Gregor Beugnot s'inclinent en cinq manches face à la « French team » dirigée par Michel Gonez. Plus tôt dans la saison, l'ASVEL remporte la Coupe de France, face à Levallois, et dispute la demi-finale de la Coupe Korać, s'inclinant face au Stefanel Milan. Ces excellents résultats lui permettent d'être désigné entraîneur de l'année par l'UGENEB, le syndicat des entraîneurs.
Il est de nouveau récompensé de ce titre la saison suivante, saison où l'ASVEL conserve la coupe de France, s'imposant 67 à 58 face au SLUC Nancy, termine troisième de la phase régulière puis se qualifie pour une deuxième finale consécutive de championnat. Après avoir éliminé Cholet puis Limoges, l'ASVEL échoue en deux manches face au PSG Racing,. Le club se qualifie également pour le Final Four de l'Euroligue en s'imposant lors de la manche décisive dans la salle de l'Efes Pilsen en quart de finale. Lors de cette rencontre, le club perd pour de long mois Jim Bilba, rupture du tendon palmaire après la fin de la rencontre. À Rome, lieu où se dispute ce Final Four, les Villeurbannais s'inclinent dans la demi-finale face au club espagnol du FC Barcelone, s'inclinant également dans le match pour la troisième place face à l'Olimpija Ljubljana.
Lors de la saison suivante, l'ASVEL évolue en Eurocoupe sur la scène européenne, terminant cette compétition en quart de finale face à l'Adecco Milan après une défaite 58 à 67 à domicile puis une victoire à Milan sur le score de 62 à 70. En France, le club villeurbannais termine en tête de la phase régulière, permettant à Beugnot de remporter un troisième titre consécutif d'entraîneur de l'année. Toutefois, l'ASVEL perd le match décisif de la demi-finale l'opposant au CSP Limoges.
Qualifiée pour l'Euroligue 1998-1999, l'équipe de l'ASVEL dispute vingt-et-une rencontres, pour un bilan de onze victoires et dix défaites, s'inclinant en quart de finale face à l'Olympiakos sur le score de deux à zéro. En France, l'ASVEL dispute sa troisième finale du championnat en quatre ans. Après une deuxième place de la phase régulière, les joueurs de Beugnot sont opposés à Pau-Orthez. Ce dernier club empêche delaney Rudd, 36 ans, de partir sur un titre,.
Après les départs de Rudd, Alain Digbeu et d'autres joueurs, Gregor Beugnot doit reconstruire une nouvelle équipe. Les nouveaux leaders offensifs sont Marlon Maxey, Jay Larranaga ou Shea Seals. Le club peut également compter sur Moustapha Sonko qui est resté au club. Celui-ci domine la phase régulière, puis se qualifie aisément pour la finale en remportant ses deux tours de playoffs en deux manches. Opposés à Limoges, L'ASVEL perd à domicile la première rencontre, puis va s'imposer à Limoges. Limoges, qui s'est imposé face à Malaga en Coupe Korać, remporte sur le parquet de l'ASVEL la manche décisive sur le score de 78 à 66. En Europe, le club s'incline en quart de finale sur le score de deux à un face aux Trucs de Pilsen,.
Lors la saison 2000-2001, le club recrute deux médaillés d'argent des Jeux de Sydney, Laurent Sciarra et Yann Bonato qui fait son retour en cours de saison après sa blessure, et le pivot croate Nikola Vujčić, prêté par le Maccabi Tel-Aviv. Cette équipe termine en tête de la phase régulière et termine sa saison européenne en quart de finale de la Suproligue face au CSKA Moscou,. Après avoir remporté la coupe de France face à Pau, l'ASVEL s'incline en deux manches face à ce dernier club en finale du championnat.
Après neuf saisons, et cinq finales perdues lors des six dernières années, la direction du club le licencie.

#### Expérience en Italie
En 2002, il prend en cours de saison la direction du club de Varese alors en difficulté. Le défi qui lui est proposé est de reconstruire un club à la hauteur de son prestigieux palmarès de cinq coupes des champions. Son bilan sur la fin de saison est de sept victoires en quinze rencontres de saison régulière, ce qui permet au club de terminer à la dixième place et de disputer les playoffs, s'inclinant trois à un face au Coop Nordest Trieste en huitième de finale.
En conflit avec le manager general Dodo Rusconi puis avec les supporters, il se met d'accord avec la direction du club pour mettre un terme à son contrat en cours de saison,. Son bilan est alors de dix victoires en vingt-sept rencontres en saison régulière, et sept victoires sur quatorze rencontres de coupe d'Europe.

#### Chalon-sur-Saône
Après son passage en Italie, il retrouve rapidement un poste en championnat de France, devenant le quatrième entraîneur utilisé par le club de l'Élan sportif chalonnais après Emmanuel Schmitt, Erik Lehmann et Philippe Sudre,. Il a alors pour objectif d'assurer le maintien du club lors qu'il reste neuf rencontres à jouer.
Après avoir réussi son premier objectif, et signé un contrat pour trois saisons, il conduit l'équipe à son meilleur résultat de son histoire en obtenant la troisième place de la phase régulière de la  saison 2003-2004, s'inclinant ensuite en demi-finale face à Pau-Orthez en trois manches.
La saison suivante, Chalon échoue à deux reprises face au club du SLUC Nancy : en demi-finale de la Semaine des As 2005, puis en demi-finale du championnat. Toutefois, après les résultats de la saison 2005-2006 ne sont pas aussi bons : dixième de la phase régulière, Chalon termine sa saison en quart de finale face à Nancy, après une victoire lors du tour préliminaire face au Havre.
Lors de la saison 2006-2007, Chalon renoue avec les premières places du classement, terminant troisième de la phase régulière puis s'inclinant en trois manches en demi-finale face au futur champion de France Roanne. Le club a des ambitions pour la saison suivante, et recrute Shawnta Rogers. Les joueurs cadres sur lesquels désirent s'appuyer Beugnot ne répondent pas à ses attentes, et Chalon termine dixième de la phase régulière, ce qui prive l'équipe de playoffs. 	
Contraint à reconstruire son équipe, Beugnot décide de faire confiance aux jeunes du club, encadrés de joueurs plus expérimentés Stéphane Risacher, de retour en France après huit saisons à l'étranger, Jérôme Schmitt. Il recrute également le meneur américain Zack Wright qui devient l'une des principales révélations de cette nouvelle saison comme il le présentait lors son recrutement. Septième du championnat avec 16 victoires pour 14 défaites, Chalon est éliminé au premier tour des playoffs par Orléans.
En 2009, alors que le club dispute les quarts de finale, le contrat de Beugnot est prolongé pour deux années supplémentaires.
Malgré l'arrivée de Blake Schilb, Chalon connait un début de saison difficile. Après des remaniements, arrivée de Taj Gray et Maxime Zianveni, Chalon assure son maintien en terminant à la douzième place.
Le club conserve Schilb, et recrute Steed Tchicamboud et Ilian Evtimov  en début de saison 2010-2011. Un bon début permet au club de Chalon de disputer la semaine des As 2011, compétition où le club atteint la finale, perdue face à Gravelines. Troisième de la phase régulière, Chalon échoue en quart de finale face à l'ASVEL. Toutefois, Gregor Beugnot remporte sa quatrième coupe de France grâce à une victoire sur Limoges, trophée qui est le premier de l'histoire du club. Il prolonge son contrat pour trois saisons, ce qui porte la fin de celui-ci à 2014.

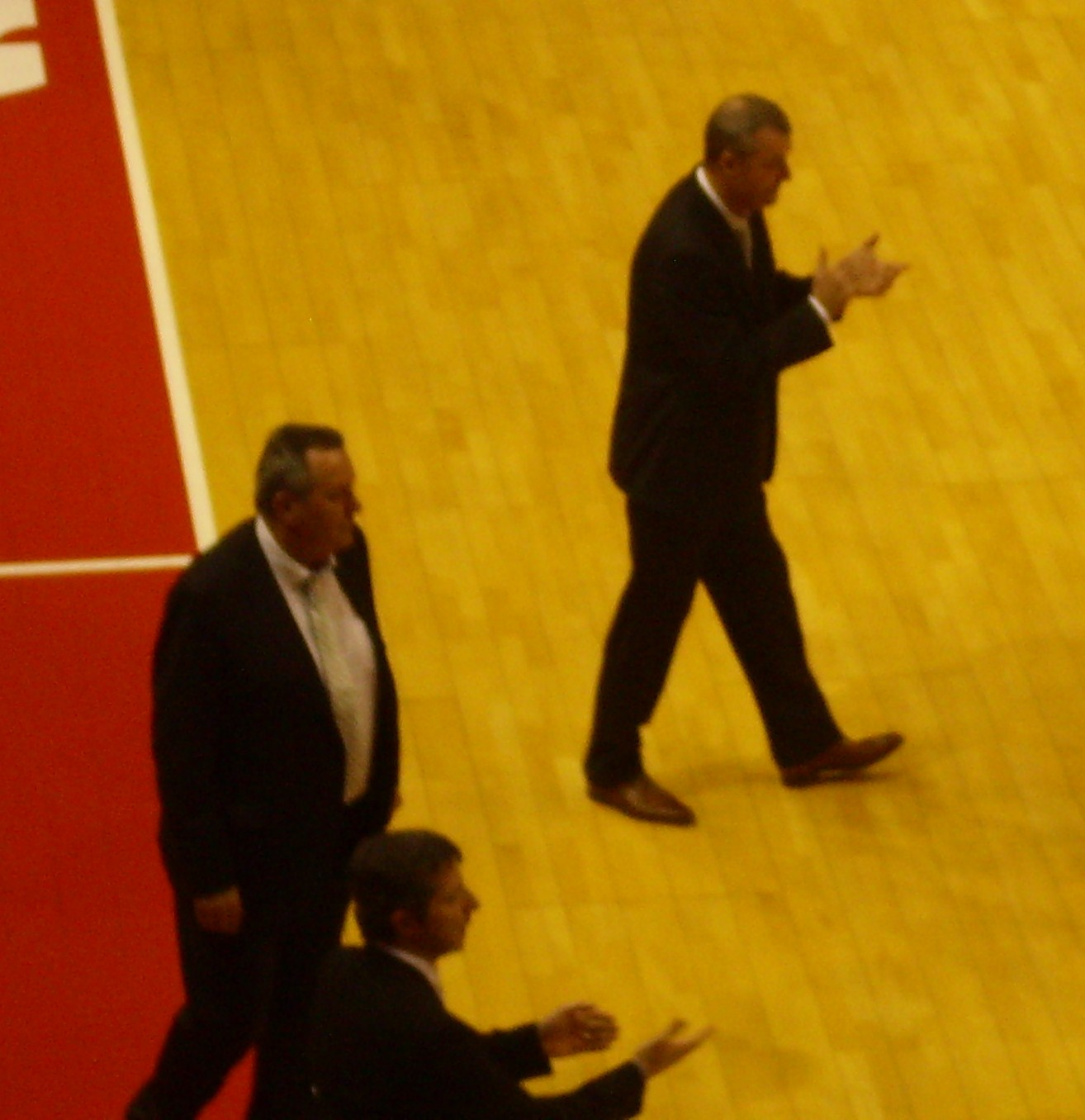
Gregor Beugnot, avec Chalon, en 2011

Avec un effectif stable par rapport à la saison précédente, un seul départ, Chalon effectue un excellent début de saison, ponctué par une victoire lors de la semaine des As 2012 contre Gravelines sur le score de 73 à 66. En Europe, après une élimination en Eurocoupe face à Zagreb, Chalon dispute l'Eurochallenge, s'inclinant en finale face au Beşiktaş sur le score de 91 à 86. Deuxième de la phase régulière, Chalon élimine Roanne puis Orléans pour disputer la finale du championnat à Bercy. Auparavant, le club conserve son trophée lors de la coupe de France en triomphant comme l'année précédente du club de Limoges. Malgré le doute concernant Gregor Beugnot et sa malédiction des finales, Chalon remporte le titre de champion de France face au Mans.
En plus de tous ces titres, Gregor Beugnot est récompensé d'un nouveau titre d'entraîneur de l'année, son quatrième.
Gregor Beugnot est de nouveau honoré sur un plan individuel lorsqu'il est désigné entraîneur de la sélection française lors du All-Star game, rencontre remportée par la sélection étrangère sur le score de 111 à 107. 
Avec le titre de champion de France Beugnot retrouve l'Euroligue, onze ans après sa dernière participation avec l'ASVEL. Malgré l'ambition de son entraîneur, le club ne parvient à se qualifier pour le Top 16. Après une bonne victoire contre les Polonais de Gdynia, Chalon s'incline à domicile face à un autre de ses principaux adversaires pour la qualification, Berlin, ce qui réduit très tôt les chances de poursuivre la compétition. Chalon termine avec un bilan de trois victoires pour sept défaites. En France, le club perd d'abord le match des champions, face à Limoges, puis s'incline lors du premier tour de la Leaders Cup 2013, nouveau nom de la Semaine des As, face à Paris-Levallois. En Coupe de France, Chalon s'incline dès les seizièmes de finale face au club de Pro B d'Antibes. Quatrième de la phase régulière, Chalon s'incline en deux manches face au futur champion, Nanterre.
Deux jours après cette finale, il annonce qu'il ne sera pas l'entraîneur du club lors de la saison 2013-2014. Il se met d'accord avec son président Dominique Juillot pour ne pas honorer la dernière année de son contrat, désirant selon ses dires ne pas « faire la saison de trop ».

#### Paris-Levallois
Rapidement sollicité par Nancy, qui doit remplacer Jean-Luc Monschau, Gregor Beugnot est ensuite annoncé comme le successeur de Christophe Denis à la tête de Paris-Levallois, dont le manageur général est son ancien coéquipier sous le maillot de l'équipe de France Jacques Monclar. Toutefois, le règlement du cas de Christophe Denis prenant du retard, Beugnot est toujours officiellement sans club, ce qui laisse alors la possibilité à d'autres clubs de se déclarer. Parmi ceux-ci, le CSP Limoges, désireux de trouver un remplaçant à Panayótis Yannákis. Le contrat de deux ans avec Paris-Levallois est finalement officialisé le 3 juillet. Sa collaboration avec sa nouvelle équipe est rapidement récompensée par l'obtention d'un titre, la victoire du Match des champions, face au champion de France Nanterre. Sixième à l'issue de la dernière journée des matchs aller, le club se qualifie pour la Leaders Cup 2014, échouant face à Nanterre en demi-finale après avoir éliminé Orléans. Il se qualifie ensuite pour les playoffs, objectif de la saison, s'inclinant au premier tour face à Nancy.
À la fin de la saison 2014-2015, il quitte Paris-Levallois, arrivé à la fin de son contrat.

#### Bourg-en-Bresse
Le 18 mai 2016, David Cozette, journaliste sur L'Equipe 21 et commentateur des rencontres de basket-ball sur la chaine, annonce la signature de son co-commentateur à Bourg-en-Bresse pour les Playoffs.

#### Nancy
Il signe fin novembre pour le SLUC Nancy.

## Carrière

### Carrière de joueur
- 1976 - 1977 :  Reims CB (Nationale 2)
- 1977 - 1978 :  Asnières (Nationale 2)
- 1978 - 1984 :  SCM Le Mans (Nationale 1)
- 1984 - 1989 :  CSP Limoges (Nationale 1 et N 1 A)
- 1989 - 1990 :  Paris Racing (N 1 A)

### Carrière d'entraîneur
- 1989 - 1992 :  Paris Racing (N1A)
- 1992 - 1993 :  ASVEL Villeurbanne (NA1)
- 1993 - 2001 :  ASVEL Villeurbanne (Pro A)
- 2001 - 2002 :  Pallacanestro Varèse (Série A)
- 2002 - 2003 : 
  -  Pallacanestro Varèse (Série A)
  -  Élan chalonnais (Pro A)
- 2003 - 2013 :  Élan chalonnais (Pro A)
- 2013 - 2015 :  Paris-Levallois (Pro A)
- Mai 2016 - Juin 2016 :  JL Bourg-en-Bresse (Pro B)
- Novembre 2016 - 2017 :  SLUC Nancy (Pro A)

### Carrière internationale
Gregor Beugnot est sélectionné 54 fois avec l'Équipe de France.
Durant son parcours avec la sélection nationale il prend part à deux compétitions internationales :
- Jeux olympiques 1984 (Los Angeles, États-Unis)
- Championnat d'Europe de basket-ball 1989

## Palmarès

### Titres et résultats
En tant que joueur, Gregor  Beugnot remporte la Coupe des Coupes en 1988 face à la Joventut Badalona sous le maillot du CSP Limoges. Il est également Champion de France, d'abord avec le SCM le Mans en 1979 et 1982, puis en 1985, 1988 et 1989 avec Limoges. Avec ce dernier club, il remporte également le Tournoi des As en 1988.
En tant qu'entraîneur, Beugnot doit attendre 2012 pour obtenir son premier titre de champion de France, titre obtenu après cinq finales de championnat perdues avec l'ASVEL Lyon-Villeurbanne en 1996, 1997, 1999, 2000 et 2001. Il remporte cinq Coupes de France, en 1996, 1997 et 2001 avec Villeurbanne, 2011 et 2012 avec Chalon. Avec ce dernier club, il remporte également la Semaine des As lors de l'édition de 2012, après une finale perdue la saison précédente. Avec Paris-Levallois il gagne le match des champions en 2013.
Sur le plan européen, il participe au Final Four de l’Euroligue en 1997 avec l'ASVEL. Il est également finaliste de l'EuroChallenge 2012 avec Chalon-sur-Saône.

### Distinctions personnelles
- Sélectionné au All Star Game 1988, 1989 et 1990
- Entraîneur au All-Star Game 1998, 2000, 2001 et 2006, 2012
- Entraîneur de l’année en 1996, 1997, 1998 et 2012[77]